# Johann Leusden

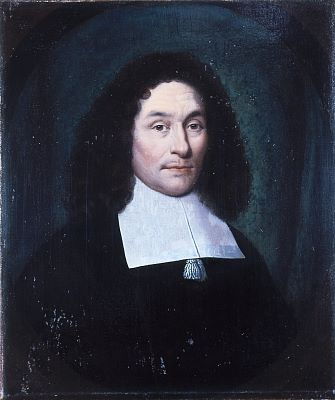
Johann Leusden

Johann(es) Leusden (* 26. April 1624 in Utrecht; † 30. September 1699 ebenda) war ein calvinistischer Theologe und Hebraist.
Leusden wurde 1650 außerordentlicher und 1653 ordentlicher Professor für Hebräische Sprache an der Universität Utrecht, wo er 1661/62, 1676/77 und 1693/94 als Rektor amtierte.
In Zusammenarbeit mit dem jüdischen Verleger Joseph Athias aus Amsterdam gab Leusden die erste hebräische Bibel mit nummerierten Versen heraus (1661, 2. Ausgabe 1667). Diese Bibelversion erwarb sich wegen ihrer Genauigkeit und des ästhetisch ansprechenden Drucks einen herausragenden Ruf und diente bis ins 19. Jahrhundert fast sämtlichen Bibelausgaben als Vorbild. Leusden war einer der führenden Bibelgelehrten seiner Zeit und verfasste verschiedene Abhandlungen über Bibelforschung und hebräische Philologie (Philologus Hebraeus, 1656; Philologus Hebraeo-Mixtus, 1663; Philologus Hebraeo-Latino-Belgicum, 1668; Philologus Hebraeo-Graecus, 1670; Korte Hebreusche en Chaldeusche taalkonst, 1686). Außerdem übersetzte er den Katalog der 613 Gebote, der in der Einleitung von Mischne Tora, dem halachischen Code von Maimonides, enthalten ist.